# Plascar
A Plascar é uma tradicional empresa brasileira, é responsável pela produção de peças para acabamento interno e externo de veículos. Tem como clientes as principais montadoras do mundo, seja para o desenvolvimento, industrialização e comercialização de produtos. Sua sede fica em Jundiai e possui unidades também em Betim, Varginha e Caçapava.

## História
Fundada na cidade de São Paulo em 1963 como nome de Oscar Indústria de Artefatos de Borracha, dez anos depois iniciou sua participação no mercado automotivo e em 1989 passou a ser listada na Bolsa de Valores.
Abriga um parque de injetoras com capacidade de força de fechamento de 70 a 3.200 toneladas, linhas de pintura automática e manual, cromação, metalização, soldagem e prensas de SMC, além de contar com ferramentaria própria para acompanhamento de construção e manutenção de moldes.
Em 2016 devido a crise no país e montadores em entrou em crise que acabou se recuperando somente nos anos seguintes.